# Linka 3bis (metro v Paříži)
Linka 3bis je nejkratší linka pařížského metra. V systému MHD se označuje tyrkysovou barvou (obdobně jako linka 13). Trať měří 1,3 km a má čtyři stanice.

## Popis linky
Trať spojuje linky 3 a 11 na východě Paříže. Celá trať vede pod Avenue Gambetta ve 20. obvodu. Všechny stanice na této lince jsou založeny hluboko pod zemí, proto je přístup do nich usnadněn pomocí eskalátorů nebo výtahů. Délka trasy je 1,3 km a nasazeny zde jsou třívozové soupravy.

## Historie
Dnešní stanice, které se na lince 3bis nacházejí, byly otevřeny jako součást linky 3 dne 27. listopadu 1921. Rovněž byla otevřena spojovací kolej mezi linkami 3 a 7 (Pré Saint-Gervais ↔ Porte des Lilas). Tato kolej zvaná Voie navette byla pro veřejnou dopravu uzavřena 3. září 1939. Dne 27. března 1971 byl na lince 3 otevřen úsek Gambetta ↔ Gallieni, takže se starý úsek Gambetta ↔ Porte des Lilas stal jednou z větví. Aby byla udržena v síti přehlednost, byl odpojen od hlavní linky jako nová linka 3bis.

## Další rozvoj

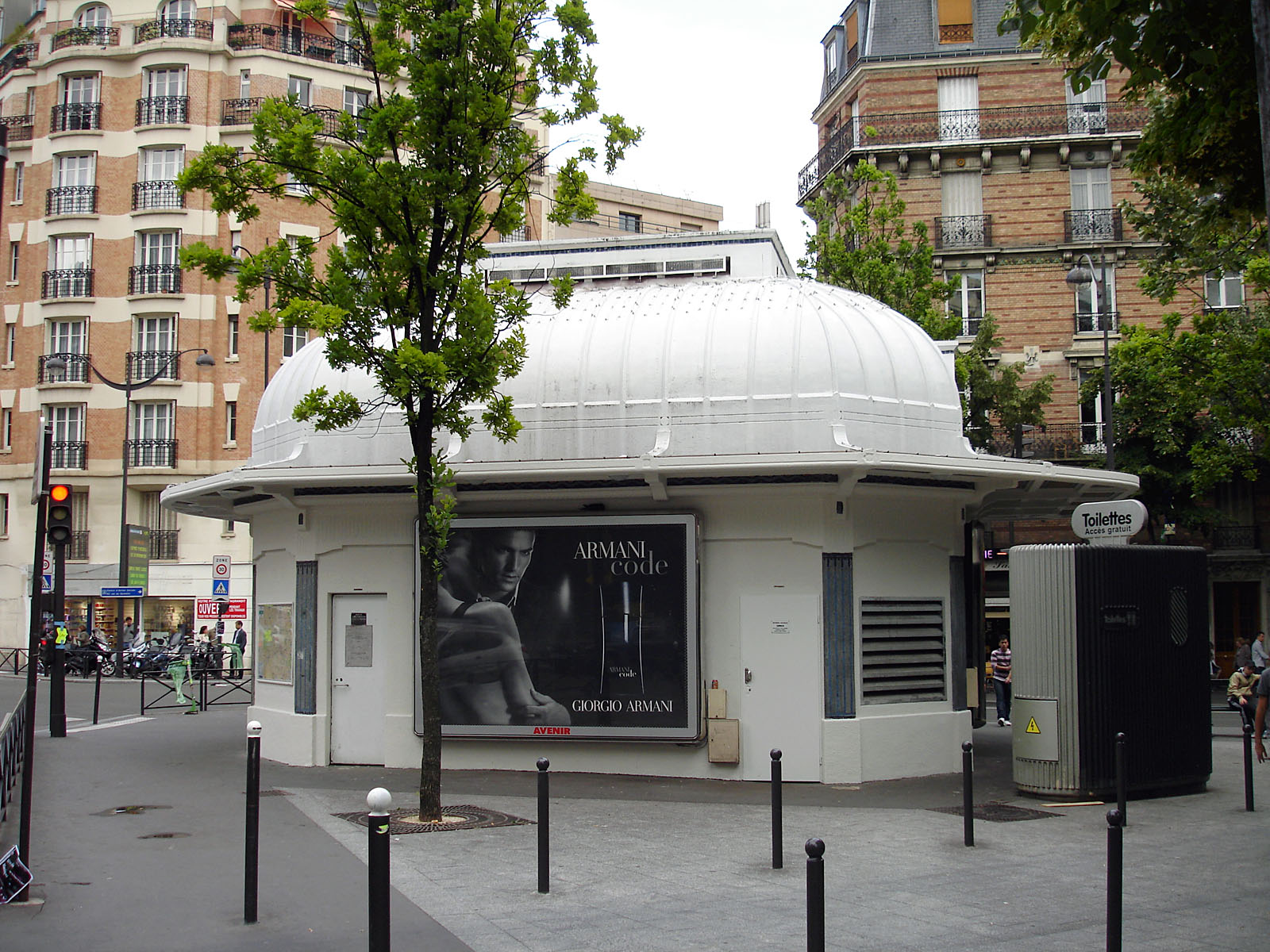
Stanice Saint-Fargeau

V budoucnosti se plánuje sjednocení s nedalekou linkou 7bis do jedné. Tyto plány byly zveřejněny v září 2008. Předpokládá se využití spojení s linkou 7bis kolejí Voie navette mezi Pré Saint-Gervais a Porte des Lilas a kolejí Voie des Fêtes mezi stanicemi Place des Fêtes a Porte des Lilas.

Plán linky 3bis